# Kōstas Mpakogiannīs
Kōstas Mpakogiannīs (in greco Κώστας Μπακογιάννης?; Atene, 16 marzo 1978) è un politico greco, sindaco di Atene dal 2019 al 2023.

## Biografia
Figlio di Ntora Mpakogiannī, ministro degli esteri e sindaco di Atene, e di Pavlos Mpakogiannī, Kōstas rimase orfano di quest'ultimo nel 1989, quando fu ucciso dall'organizzazione 17 novembre. Studiò storia e relazioni internazionali all'Università Brown e si laureò presso l'Università di Harvard.
Dopo aver ricoperto la carica di sindaco della città di Karpenisi dal 2011 al 2014, nel 2019 si candida alla carica di sindaco di Atene per Nuova Democrazia, risultando eletto.

## Albero genealogico
Membri principali della famiglia Venizelos-Mitsotakis-Mpakogiannīs.

|                                |                                |                                |                                | Kyriakos Venizelos (?–1883)       | Kyriakos Venizelos (?–1883)       | Kyriakos Venizelos (?–1883)       | Kyriakos Venizelos (?–1883)       | Kyriakos Venizelos (?–1883)       | Kyriakos Venizelos (?–1883)       |                                |                                | Styliani Ploumidaki (1830–1897) | Styliani Ploumidaki (1830–1897) | Styliani Ploumidaki (1830–1897) | Styliani Ploumidaki (1830–1897) | Styliani Ploumidaki (1830–1897) | Styliani Ploumidaki (1830–1897) |                                 |                                 |                                                     |                                                     |                                                     |                                                     |                                                     |                                                     |                                  |                                  |                                  |                                  |                               |                               |                               |                               |
|                                |                                |                                |                                | Kyriakos Venizelos (?–1883)       | Kyriakos Venizelos (?–1883)       | Kyriakos Venizelos (?–1883)       | Kyriakos Venizelos (?–1883)       | Kyriakos Venizelos (?–1883)       | Kyriakos Venizelos (?–1883)       |                                |                                | Styliani Ploumidaki (1830–1897) | Styliani Ploumidaki (1830–1897) | Styliani Ploumidaki (1830–1897) | Styliani Ploumidaki (1830–1897) | Styliani Ploumidaki (1830–1897) | Styliani Ploumidaki (1830–1897) |                                 |                                 |                                                     |                                                     |                                                     |                                                     |                                                     |                                                     |                                  |                                  |                                  |                                  |                               |                               |                               |                               |
|                                |                                |                                |                                |                                   |                                   |                                   |                                   |                                   |                                   |                                |                                |                                 |                                 |                                 |                                 |                                 |                                 |                                 |                                 |                                                     |                                                     |                                                     |                                                     |                                                     |                                                     |                                  |                                  |                                  |                                  |                               |                               |                               |                               |
|                                |                                |                                |                                |                                   |                                   |                                   |                                   |                                   |                                   |                                |                                |                                 |                                 |                                 |                                 |                                 |                                 |                                 |                                 |                                                     |                                                     |                                                     |                                                     |                                                     |                                                     |                                  |                                  |                                  |                                  |                               |                               |                               |                               |
|                                |                                |                                |                                | Eleutherios Venizelos (1864–1936) | Eleutherios Venizelos (1864–1936) | Eleutherios Venizelos (1864–1936) | Eleutherios Venizelos (1864–1936) | Eleutherios Venizelos (1864–1936) | Eleutherios Venizelos (1864–1936) |                                |                                | Katigo Venizelou (1858–1934)    | Katigo Venizelou (1858–1934)    | Katigo Venizelou (1858–1934)    | Katigo Venizelou (1858–1934)    | Katigo Venizelou (1858–1934)    | Katigo Venizelou (1858–1934)    |                                 |                                 | Constantine "Costis" Mītsotakīs (1845–1898)         | Constantine "Costis" Mītsotakīs (1845–1898)         | Constantine "Costis" Mītsotakīs (1845–1898)         | Constantine "Costis" Mītsotakīs (1845–1898)         | Constantine "Costis" Mītsotakīs (1845–1898)         | Constantine "Costis" Mītsotakīs (1845–1898)         |                                  |                                  |                                  |                                  |                               |                               |                               |                               |
|                                |                                |                                |                                | Eleutherios Venizelos (1864–1936) | Eleutherios Venizelos (1864–1936) | Eleutherios Venizelos (1864–1936) | Eleutherios Venizelos (1864–1936) | Eleutherios Venizelos (1864–1936) | Eleutherios Venizelos (1864–1936) |                                |                                | Katigo Venizelou (1858–1934)    | Katigo Venizelou (1858–1934)    | Katigo Venizelou (1858–1934)    | Katigo Venizelou (1858–1934)    | Katigo Venizelou (1858–1934)    | Katigo Venizelou (1858–1934)    |                                 |                                 | Constantine "Costis" Mītsotakīs (1845–1898)         | Constantine "Costis" Mītsotakīs (1845–1898)         | Constantine "Costis" Mītsotakīs (1845–1898)         | Constantine "Costis" Mītsotakīs (1845–1898)         | Constantine "Costis" Mītsotakīs (1845–1898)         | Constantine "Costis" Mītsotakīs (1845–1898)         |                                  |                                  |                                  |                                  |                               |                               |                               |                               |
|                                |                                |                                |                                |                                   |                                   |                                   |                                   |                                   |                                   |                                |                                |                                 |                                 |                                 |                                 |                                 |                                 |                                 |                                 |                                                     |                                                     |                                                     |                                                     |                                                     |                                                     |                                  |                                  |                                  |                                  |                               |                               |                               |                               |
|                                |                                |                                |                                |                                   |                                   |                                   |                                   |                                   |                                   |                                |                                |                                 |                                 |                                 |                                 |                                 |                                 |                                 |                                 |                                                     |                                                     |                                                     |                                                     |                                                     |                                                     |                                  |                                  |                                  |                                  |                               |                               |                               |                               |
| Kyriakos Venizelos (1892–1942) | Kyriakos Venizelos (1892–1942) | Kyriakos Venizelos (1892–1942) | Kyriakos Venizelos (1892–1942) | Kyriakos Venizelos (1892–1942)    | Kyriakos Venizelos (1892–1942)    |                                   |                                   | Sofoklīs Venizelos (1894–1964)    | Sofoklīs Venizelos (1894–1964)    | Sofoklīs Venizelos (1894–1964) | Sofoklīs Venizelos (1894–1964) | Sofoklīs Venizelos (1894–1964)  | Sofoklīs Venizelos (1894–1964)  |                                 |                                 | Kyriakos Mītsotakīs (1892–1942) | Kyriakos Mītsotakīs (1892–1942) | Kyriakos Mītsotakīs (1892–1942) | Kyriakos Mītsotakīs (1892–1942) | Kyriakos Mītsotakīs (1892–1942)                     | Kyriakos Mītsotakīs (1892–1942)                     |                                                     |                                                     | Stavroula Ploumidaki (1896–1983)                    | Stavroula Ploumidaki (1896–1983)                    | Stavroula Ploumidaki (1896–1983) | Stavroula Ploumidaki (1896–1983) | Stavroula Ploumidaki (1896–1983) | Stavroula Ploumidaki (1896–1983) |                               |                               |                               |                               |
| Kyriakos Venizelos (1892–1942) | Kyriakos Venizelos (1892–1942) | Kyriakos Venizelos (1892–1942) | Kyriakos Venizelos (1892–1942) | Kyriakos Venizelos (1892–1942)    | Kyriakos Venizelos (1892–1942)    |                                   |                                   | Sofoklīs Venizelos (1894–1964)    | Sofoklīs Venizelos (1894–1964)    | Sofoklīs Venizelos (1894–1964) | Sofoklīs Venizelos (1894–1964) | Sofoklīs Venizelos (1894–1964)  | Sofoklīs Venizelos (1894–1964)  |                                 |                                 | Kyriakos Mītsotakīs (1892–1942) | Kyriakos Mītsotakīs (1892–1942) | Kyriakos Mītsotakīs (1892–1942) | Kyriakos Mītsotakīs (1892–1942) | Kyriakos Mītsotakīs (1892–1942)                     | Kyriakos Mītsotakīs (1892–1942)                     |                                                     |                                                     | Stavroula Ploumidaki (1896–1983)                    | Stavroula Ploumidaki (1896–1983)                    | Stavroula Ploumidaki (1896–1983) | Stavroula Ploumidaki (1896–1983) | Stavroula Ploumidaki (1896–1983) | Stavroula Ploumidaki (1896–1983) |                               |                               |                               |                               |
|                                |                                |                                |                                |                                   |                                   |                                   |                                   |                                   |                                   |                                |                                |                                 |                                 |                                 |                                 |                                 |                                 |                                 |                                 |                                                     |                                                     |                                                     |                                                     |                                                     |                                                     |                                  |                                  |                                  |                                  |                               |                               |                               |                               |
| Nikitas Venizelos (1930–2020)  | Nikitas Venizelos (1930–2020)  | Nikitas Venizelos (1930–2020)  | Nikitas Venizelos (1930–2020)  | Nikitas Venizelos (1930–2020)     | Nikitas Venizelos (1930–2020)     |                                   |                                   |                                   |                                   |                                |                                |                                 |                                 |                                 |                                 |                                 |                                 |                                 |                                 | Kōnstantinos Mītsotakīs (1918–2017)                 | Kōnstantinos Mītsotakīs (1918–2017)                 | Kōnstantinos Mītsotakīs (1918–2017)                 | Kōnstantinos Mītsotakīs (1918–2017)                 | Kōnstantinos Mītsotakīs (1918–2017)                 | Kōnstantinos Mītsotakīs (1918–2017)                 |                                  |                                  | Marika Giannoukou (1930–2012)    | Marika Giannoukou (1930–2012)    | Marika Giannoukou (1930–2012) | Marika Giannoukou (1930–2012) | Marika Giannoukou (1930–2012) | Marika Giannoukou (1930–2012) |
| Nikitas Venizelos (1930–2020)  | Nikitas Venizelos (1930–2020)  | Nikitas Venizelos (1930–2020)  | Nikitas Venizelos (1930–2020)  | Nikitas Venizelos (1930–2020)     | Nikitas Venizelos (1930–2020)     |                                   |                                   |                                   |                                   |                                |                                |                                 |                                 |                                 |                                 |                                 |                                 |                                 |                                 | Kōnstantinos Mītsotakīs (1918–2017)                 | Kōnstantinos Mītsotakīs (1918–2017)                 | Kōnstantinos Mītsotakīs (1918–2017)                 | Kōnstantinos Mītsotakīs (1918–2017)                 | Kōnstantinos Mītsotakīs (1918–2017)                 | Kōnstantinos Mītsotakīs (1918–2017)                 |                                  |                                  | Marika Giannoukou (1930–2012)    | Marika Giannoukou (1930–2012)    | Marika Giannoukou (1930–2012) | Marika Giannoukou (1930–2012) | Marika Giannoukou (1930–2012) | Marika Giannoukou (1930–2012) |
|                                |                                |                                |                                |                                   |                                   |                                   |                                   |                                   |                                   |                                |                                |                                 |                                 |                                 |                                 |                                 |                                 |                                 |                                 |                                                     |                                                     |                                                     |                                                     |                                                     |                                                     |                                  |                                  |                                  |                                  |                               |                               |                               |                               |
|                                |                                |                                |                                |                                   |                                   |                                   |                                   |                                   |                                   |                                |                                |                                 |                                 |                                 |                                 |                                 |                                 |                                 |                                 |                                                     |                                                     |                                                     |                                                     |                                                     |                                                     |                                  |                                  |                                  |                                  |                               |                               |                               |                               |
|                                |                                |                                |                                |                                   |                                   |                                   |                                   |                                   |                                   |                                |                                | Pavlos Mpakogiannīs (1935–1989) | Pavlos Mpakogiannīs (1935–1989) | Pavlos Mpakogiannīs (1935–1989) | Pavlos Mpakogiannīs (1935–1989) | Pavlos Mpakogiannīs (1935–1989) | Pavlos Mpakogiannīs (1935–1989) |                                 |                                 | Ntora Mpakogiannī nata Theodōra Mītsotakī (b. 1954) | Ntora Mpakogiannī nata Theodōra Mītsotakī (b. 1954) | Ntora Mpakogiannī nata Theodōra Mītsotakī (b. 1954) | Ntora Mpakogiannī nata Theodōra Mītsotakī (b. 1954) | Ntora Mpakogiannī nata Theodōra Mītsotakī (b. 1954) | Ntora Mpakogiannī nata Theodōra Mītsotakī (b. 1954) |                                  |                                  | Kyriakos Mītsotakīs (b. 1968)    | Kyriakos Mītsotakīs (b. 1968)    | Kyriakos Mītsotakīs (b. 1968) | Kyriakos Mītsotakīs (b. 1968) | Kyriakos Mītsotakīs (b. 1968) | Kyriakos Mītsotakīs (b. 1968) |
|                                |                                |                                |                                |                                   |                                   |                                   |                                   |                                   |                                   |                                |                                | Pavlos Mpakogiannīs (1935–1989) | Pavlos Mpakogiannīs (1935–1989) | Pavlos Mpakogiannīs (1935–1989) | Pavlos Mpakogiannīs (1935–1989) | Pavlos Mpakogiannīs (1935–1989) | Pavlos Mpakogiannīs (1935–1989) |                                 |                                 | Ntora Mpakogiannī nata Theodōra Mītsotakī (b. 1954) | Ntora Mpakogiannī nata Theodōra Mītsotakī (b. 1954) | Ntora Mpakogiannī nata Theodōra Mītsotakī (b. 1954) | Ntora Mpakogiannī nata Theodōra Mītsotakī (b. 1954) | Ntora Mpakogiannī nata Theodōra Mītsotakī (b. 1954) | Ntora Mpakogiannī nata Theodōra Mītsotakī (b. 1954) |                                  |                                  | Kyriakos Mītsotakīs (b. 1968)    | Kyriakos Mītsotakīs (b. 1968)    | Kyriakos Mītsotakīs (b. 1968) | Kyriakos Mītsotakīs (b. 1968) | Kyriakos Mītsotakīs (b. 1968) | Kyriakos Mītsotakīs (b. 1968) |
|                                |                                |                                |                                |                                   |                                   |                                   |                                   |                                   |                                   |                                |                                |                                 |                                 |                                 |                                 |                                 |                                 |                                 |                                 |                                                     |                                                     |                                                     |                                                     |                                                     |                                                     |                                  |                                  |                                  |                                  |                               |                               |                               |                               |
|                                |                                |                                |                                |                                   |                                   |                                   |                                   |                                   |                                   |                                |                                |                                 |                                 |                                 |                                 | Kōstas Mpakogiannīs (b. 1978)   |                                 |                                 |                                 |                                                     |                                                     |                                                     |                                                     |                                                     |                                                     |                                  |                                  |                                  |                                  |                               |                               |                               |                               |

     I componenti della famiglia divenuti Primi ministri in Grecia sono segnati con lo sfondo azzurro.